# Kościół Matki Bożej Nieustającej Pomocy w Malborku
Kościół Matki Bożej Nieustającej Pomocy w Malborku – rzymskokatolicki kościół parafialny znajdujący się w Malborku, w województwie pomorskim. Należy do dekanatu Malbork I diecezji elbląskiej.
Budowla została wzniesiona w latach 1712-1714 w stylu barokowym jako świątynia ewangelicka pod wezwaniem świętego Jerzego. Poświęcona została w dniu 25 marca 1714 roku. Kościół szczęśliwie przetrwał okres II wojny światowej. Po zakończeniu wojny świątynię przejęli katolicy. Pierwsze polskie nabożeństwo w kościele zostało odprawione we wrześniu 1945 roku. W dniu 16 maja 1958 zmieniono jego wezwanie na Matki Bożej Nieustającej Pomocy.
Jest to trzynawowy kościół halowy, orientowany, wybudowany na planie krzyża łacińskiego - wydłużonego prostokąta. Od strony zachodniej jest dostawiona wieża, natomiast od strony północnej jest dostawiony budynek katechetyczny. We wnętrzu znajduje się drewniany strop imitujący sklepienie krzyżowe z cegły, a także ławy i empory służące dawniej ewangelickim nabożeństwom.
Do starszego wyposażenia świątyni należą m.in.: chrzcielnica ufundowana w 1685 roku, rzeźbiona scena Pasji z 1687 roku, ambona wykonana w latach 1713-1714, ołtarz główny pochodzący z około 1718 roku, barokowe marmurowe epitafium Jana Gerharda Denhoffa i jego żony Marianny, pochodzące z około XVII wieku.
Na miejscowym cmentarzu (ob. nieistniejącym) pochowany został Conrad Steinbrecht oraz kartograf W. Suchodolec (1687-1751).

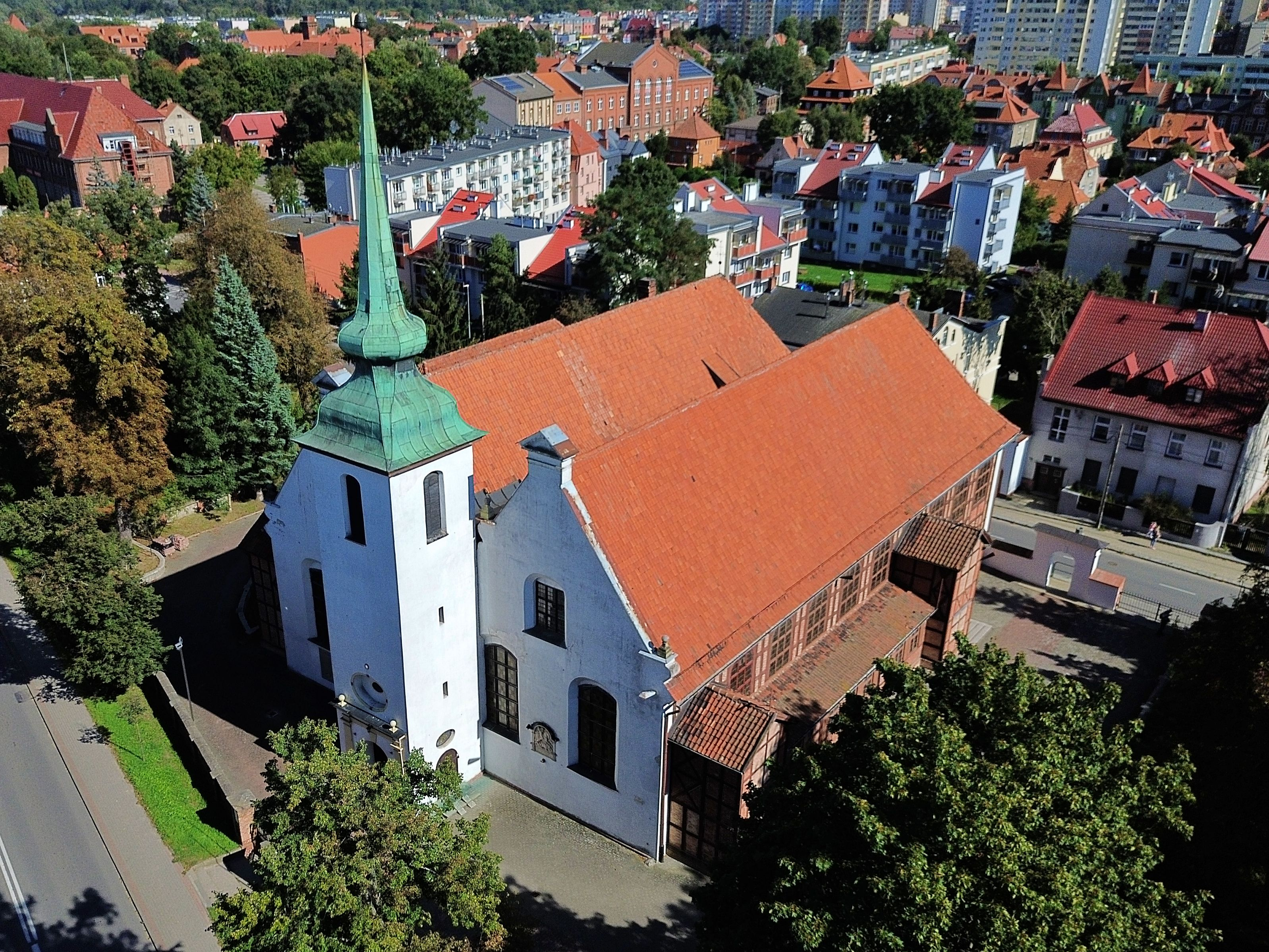
Widok od strony południowo-zachodniej
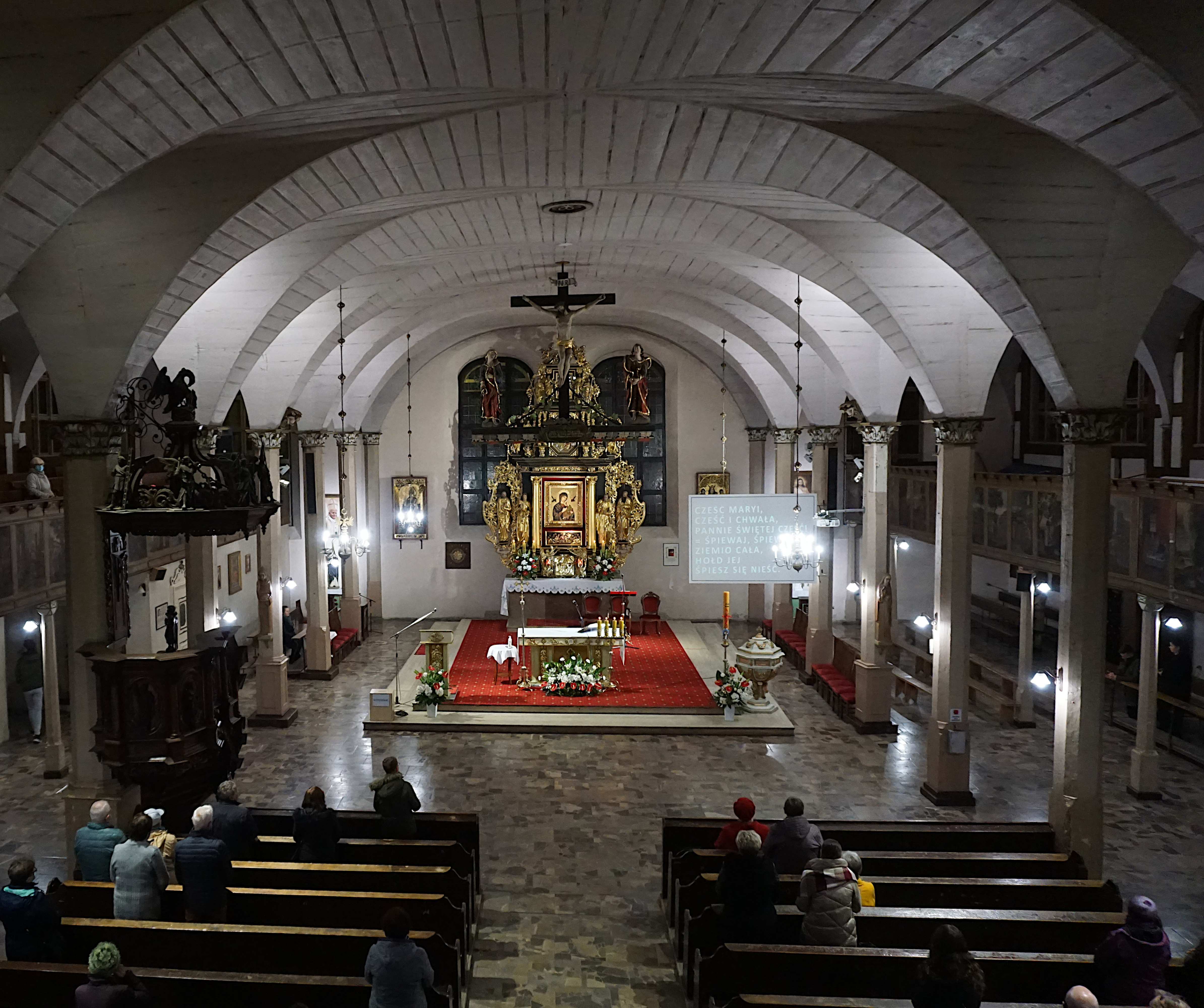
Wnętrze kościoła